# Voldsted
Et voldsted eller borgbanke er rester af en borg eller et forsvarsværk fra oldtiden, middelalderen eller de tilstødende perioder. Der er fundet over 1.000 voldsteder i Danmark. De ligger som regel, hvor landskabet gav en naturlig hjælp til opbygningen, for eksempel ved en bakke og ofte i tilknytning til en sø eller et vandløb.
Mange voldsteder ligger ved en vandgrav eller opdæmmet sø, som samtidig kunne fungere som mølledam ved en vandmølle. Voldstederne og de tilknyttede borganlæg blev kontrolleret af kongen og hans allierede samt velstillede private, og vandmøllerne indgik i de produktionsanlæg, der var tilknyttet borgen og dens landbrugsdrift, kvægavl, småproduktion, m.m. De fleste voldsteder er anlagt på naturlige højdepunkter, og vandgrav eller opstemmede søer er anlagt senere.
Anlæggelsen af voldsteder på højdedrag er kendt fra oldtiden og den danske vikingetid. I den kongeløse tid (1332-40) udførte magtfulde, adelige grupper en stor privat bygningsaktivitet. Som et modtræk indførte Dronning Margrete 1. i år 1392 et forbud mod bygning af private borganlæg, som med enkelte undtagelser (af især kirkelige borganlæg) blev opretholdt, til kong Hans ophævede det omkring 100 år senere.
 Denne artikel omhandler overvejende eller alene danske forhold. Hjælp gerne med at gøre artiklen mere almen.
| Arkitektur | Spire Denne arkitekturartikel er en spire som bør udbygges. Du er velkommen til at hjælpe Wikipedia ved at udvide den. |